# 戦争要論
『戦争要論』（せんそうようろん）とは、日本の軍人にして軍事学者であった村上啓作によって1925年（大正14年）に著された戦争学の著作。統帥学の参考文献として、世界恐慌から第二次世界大戦までの時代には、日本で広く読まれた。

## 概要
村上は戦争の原理を発見するためにまず戦術だけではなく、戦争の本性に関して哲学的な前提的な信念を明らかにする。そもそも集団としての人間の精神は個人としての人間のそれとは全く異なるものであり、集団に及ぼす理性の力の程度は限定的である。集団は理性において個人に劣り、個人は感情において集団に劣る。そして集団は責任感などの観念が不足するが、公共への犠牲や勇気などで個人よりも優越する。ただし集団は幻想や神秘に影響されることが多く、群集の希望を簡明に示す指導者には集団の力が付与される。
戦争の原因について村上は単一ではないと述べ、常に複合的な動機の結果となると論じている。その一例として第一次世界大戦の原因はドイツの軍国主義、イギリスの覇権などが個別に主張されるが、それらは常に政治、経済、民族感情などの各種動機の一側面に過ぎない。そして戦争の勝敗については敵を屈服させるためにまず主力軍に大打撃を与えることが必要であると断定する。しかし敵の主力軍を撃破したとしても、敵国民に講和を強要するためには何を行うことが必要なのかは考えなければならない。その手段は例えば首都占領、港湾や経済の中枢、交通路、補給資源地、軍需工場、要塞の占領、経済制裁、宣伝などが列挙できる。
戦争の勝敗を左右するものは外交である。巧みな外交によって適切な時期に開戦し、少なくとも中立国を増やし、友好国を引き入れる。武力行使では諸外国と連携し、適時に和平交渉を行って有利な条件で平和状態に到達することが緊要である。つまり戦争で勝利するためには優勢な軍隊と強力な内閣が必要である。